# Attilly
Attilly ist eine französische Gemeinde mit 345 Einwohnern (Stand 1. Januar 2022) im Département Aisne in der Region Hauts-de-France; sie gehört zum Arrondissement Saint-Quentin und zum Kanton Saint-Quentin-1.

## Geografie
Die Gemeinde Attilly liegt sieben Kilometer westlich von Saint-Quentin. Der Kernort befindet sich auf etwa 118 Meter Meereshöhe, die beiden Ortsteile Marteville und Villevèque im Tal des Omignon, einem Nebenfluss der Somme. Durch dan Südwesten des Gemeindegebietes führt die Autoroute A29 (Saint-Quentin-Amiens-Le Havre).

## Bevölkerungsentwicklung
| Jahr                       | 1962 | 1968 | 1975 | 1982 | 1990 | 1999 | 2006 | 2014 | 2021 |
| Einwohner                  | 411  | 376  | 376  | 378  | 401  | 397  | 403  | 373  | 348  |
| Quellen: Cassini und INSEE |      |      |      |      |      |      |      |      |      |

## Sehenswürdigkeiten

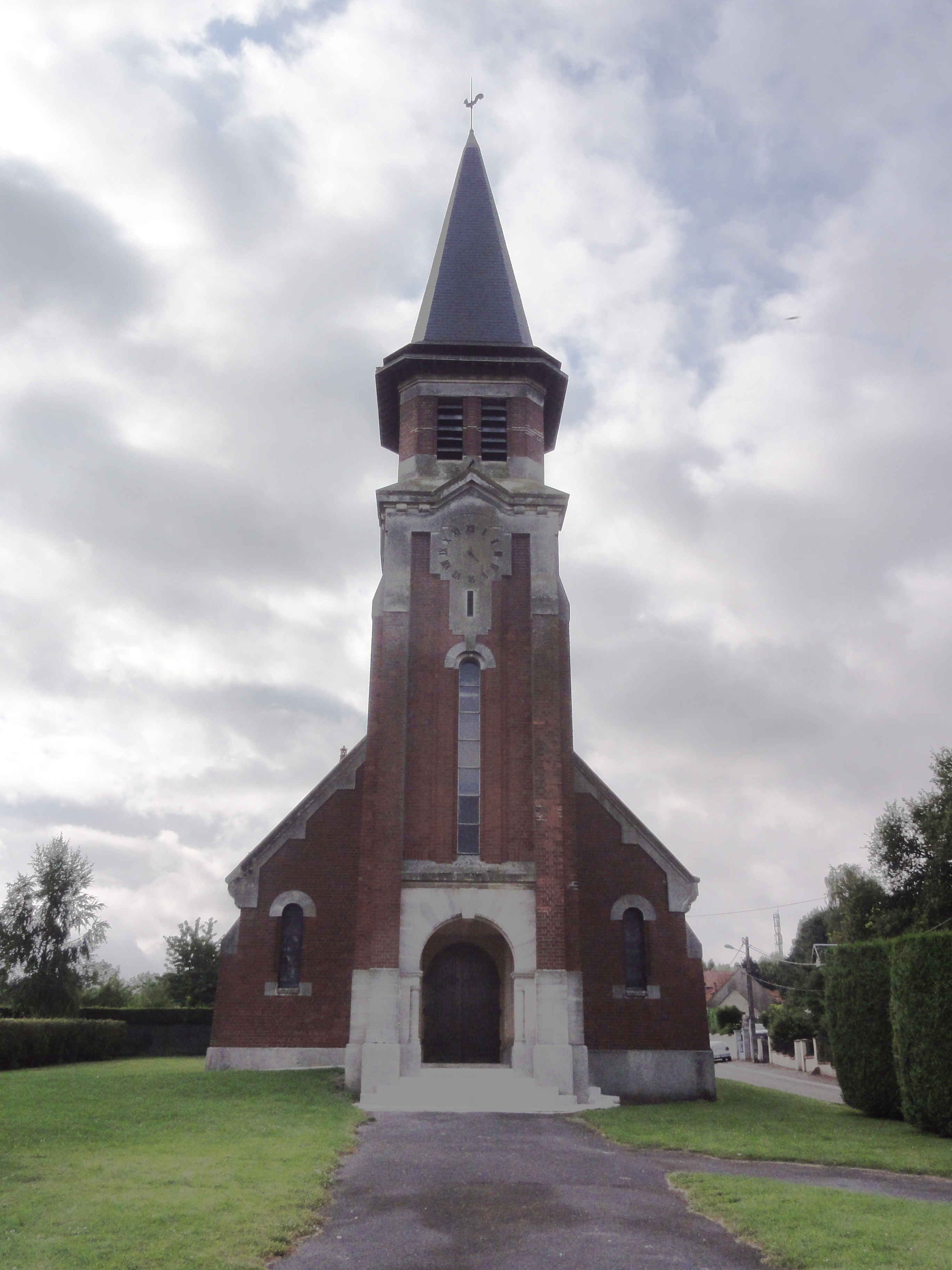
Kirche Saint-Martin
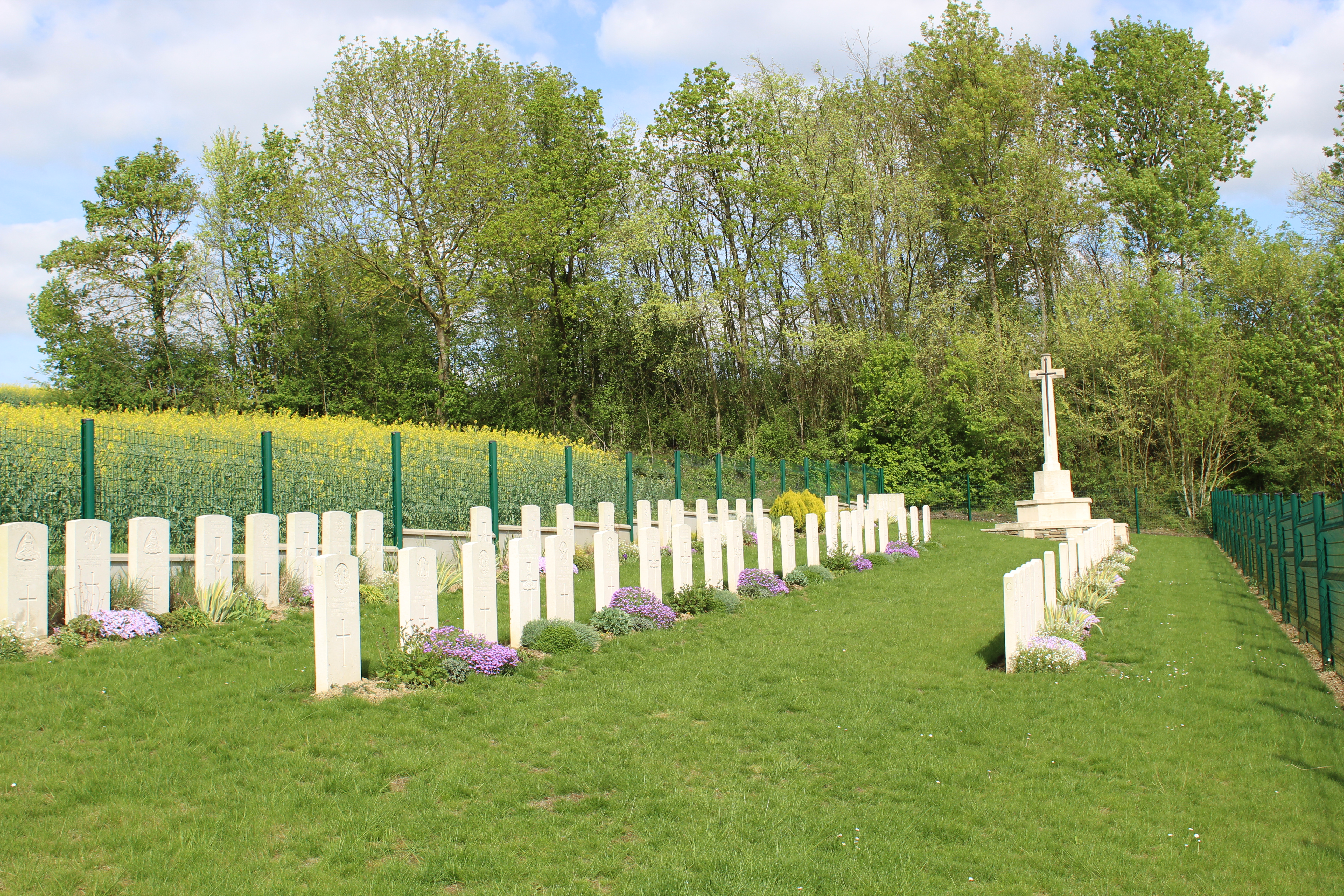
Commonwealth-Teil des Soldatenfriedhofes
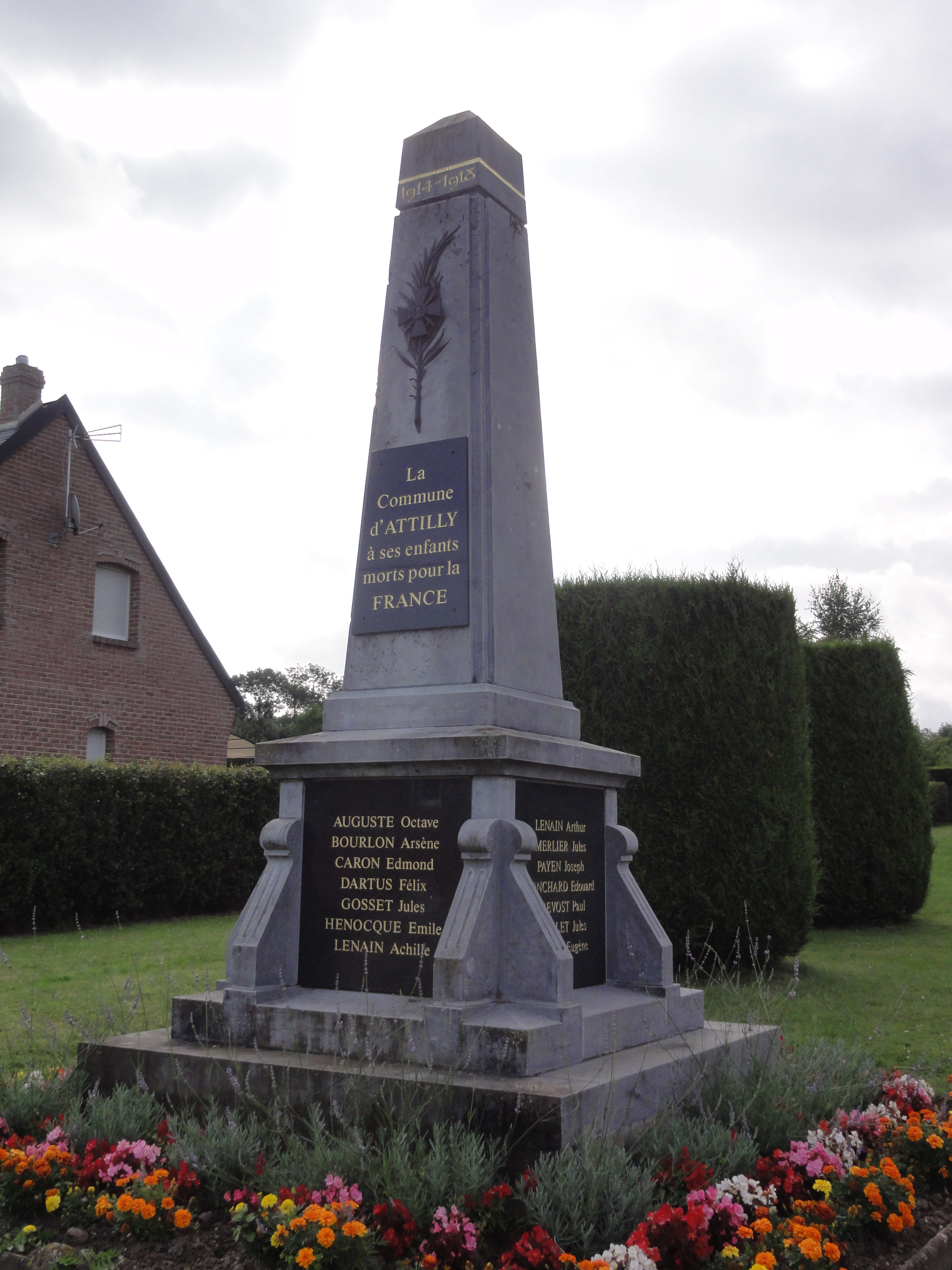
Gefallenendenkmal

- Soldatenfriedhof

- Kirche Saint-Martin
- Commonwealth-Teil des Soldatenfriedhofes
- Gefallenendenkmal